# Benjamin Mascolo

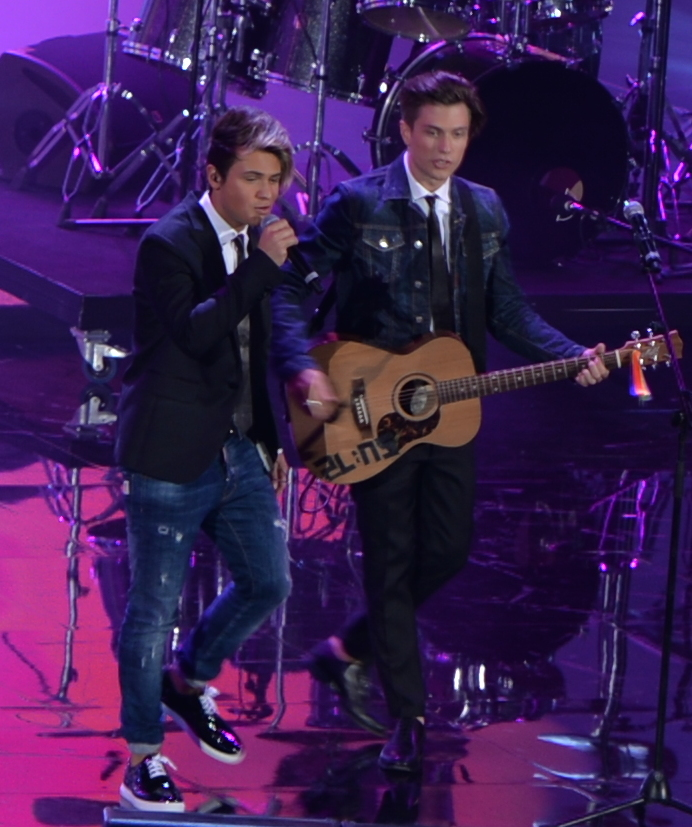

Benjamin Mascolo (* 20. Juni 1993 in Modena), bekannt als Benji oder B3N, ist ein italienischer Popsänger und Schauspieler, der ab 2010 als Teil des Duos Benji & Fede bekannt wurde.

## Karriere
Mascolo lernte Federico „Fede“ Rossi über das Internet kennen und gründete mit diesem zusammen 2010 das Popduo Benji & Fede. Nach den ersten Jahren wurde das Duo vom Major-Label Warner unter Vertrag genommen und veröffentlichte zwischen 2015 und 2019 vier Alben, die alle die Spitze der italienischen Charts erreichten, sowie diverse erfolgreiche Singles, darunter der Sommerhit Dove e quando (2019). 2020 gab das Duo schließlich seine Auflösung bekannt, woraufhin beide Musiker Solokarrieren begannen.
Unter dem Pseudonym B3N veröffentlichte Mascolo 2021 seine erste Solo-EP California. Drei Jahre lang war er in einer Beziehung mit der amerikanischen Schauspielerin Bella Thorne. Thorne trat im Musikvideo zu seinem Lied Finché le stelle non brillano auf und sang mit ihm das Lied Up in Flames für den Soundtrack des Films Time Is Up. In dem Film sowie seiner Fortsetzung übernahm Mascolo neben Thorne auch die Hauptrolle.

## Diskografie
EPs

| Jahr | Titel      | Höchstplatzierung, Gesamtwochen, AuszeichnungChartsChartplatzierungen (Jahr, Titel, Platzierungen, Wochen, Auszeichnungen, Anmerkungen) | Anmerkungen |
| Jahr | Titel      | IT | Anmerkungen |
| ---- | ---------- | --- | ----------- |
| 2021 | California | IT5 (1 Wo.)IT | Warner      |

## Filmografie
- Time Is Up (2021)
- Time Is Up 2 (2022)
- After Everything (2023)
- Als du mich sahst (2024)

## Belege
1. ↑  Massimo Longoni: Benji & Fede: “Facciamo tutto per i fan perché dobbiamo tutto a loro”. In: Tgcom24.it. Mediaset, 7. August 2015, abgerufen am 19. Oktober 2021 (italienisch).
2. ↑  Nicoletta Tamberlich: Benji & Fede si separano, il 3 maggio ultimo concerto. ANSA, 17. Februar 2020, abgerufen am 19. Oktober 2021 (italienisch).
3. ↑  B3N: da Benji e Fede al matrimonio con Bella Thorne. In: Rockol.it. 21. März 2021, abgerufen am 1. Dezember 2023 (italienisch).
4. ↑  Alessandra De Tommasi: Benjamin Mascolo si confessa, dalla droga ai rapporti a tre con Bella Thorne. In: Vanity Fair. 24. September 2023, abgerufen am 1. Dezember 2023 (italienisch).
5. ↑  Alben von B3N. In: Italiancharts.com. Hung Medien, abgerufen am 2. Dezember 2023.

| Personendaten    | Personendaten                            |
| ---------------- | ---------------------------------------- |
| NAME             | Mascolo, Benjamin                        |
| ALTERNATIVNAMEN  | Benji (Pseudonym); B3N (Pseudonym)       |
| KURZBESCHREIBUNG | italienischer Popsänger und Schauspieler |
| GEBURTSDATUM     | 20. Juni 1993                            |
| GEBURTSORT       | Modena                                   |